# قطعنامه ۱۱۰۷ شورای امنیت
قطعنامه ۱۱۰۷ شورای امنیت سازمان ملل متحد که در تاریخ ۱۶ مه ۱۹۹۷ تصویب شد، سندی بین‌المللی دربارهٔ بررسی وضعیت در بوسنی و هرزگوین است. این قطعنامه طی نشست ۳۷۷۶ام با ۱۵ رای موافق، ۰ مخالف و ۰ ممتنع تصویب شد.